# Tấn Châu
Tấn Châu (chữ Hán giản thể: 晋州市; pinyin: Jìnzhōu, âm Hán Việt: Tấn Châu thị) là một thành phố cấp huyện thuộc địa cấp thị Thạch Gia Trang, tỉnh, Hà Bắc, Cộng hòa Nhân dân Trung Hoa. Thành phố này có diện tích 619 ki-lô-mét vuông, dân số năm 1999 là 505.998 người. Mã số bưu chính là 052260 Mã vùng điện thoại của Tấn Châu là 311. Về mặt hành chính, thành phố này được chia ra 3 biện sự xứ thành thị, 10 trấn và hương. Tổng cộng có 224 thôn hành chính.